# The Rock ’n’ Sock Connection

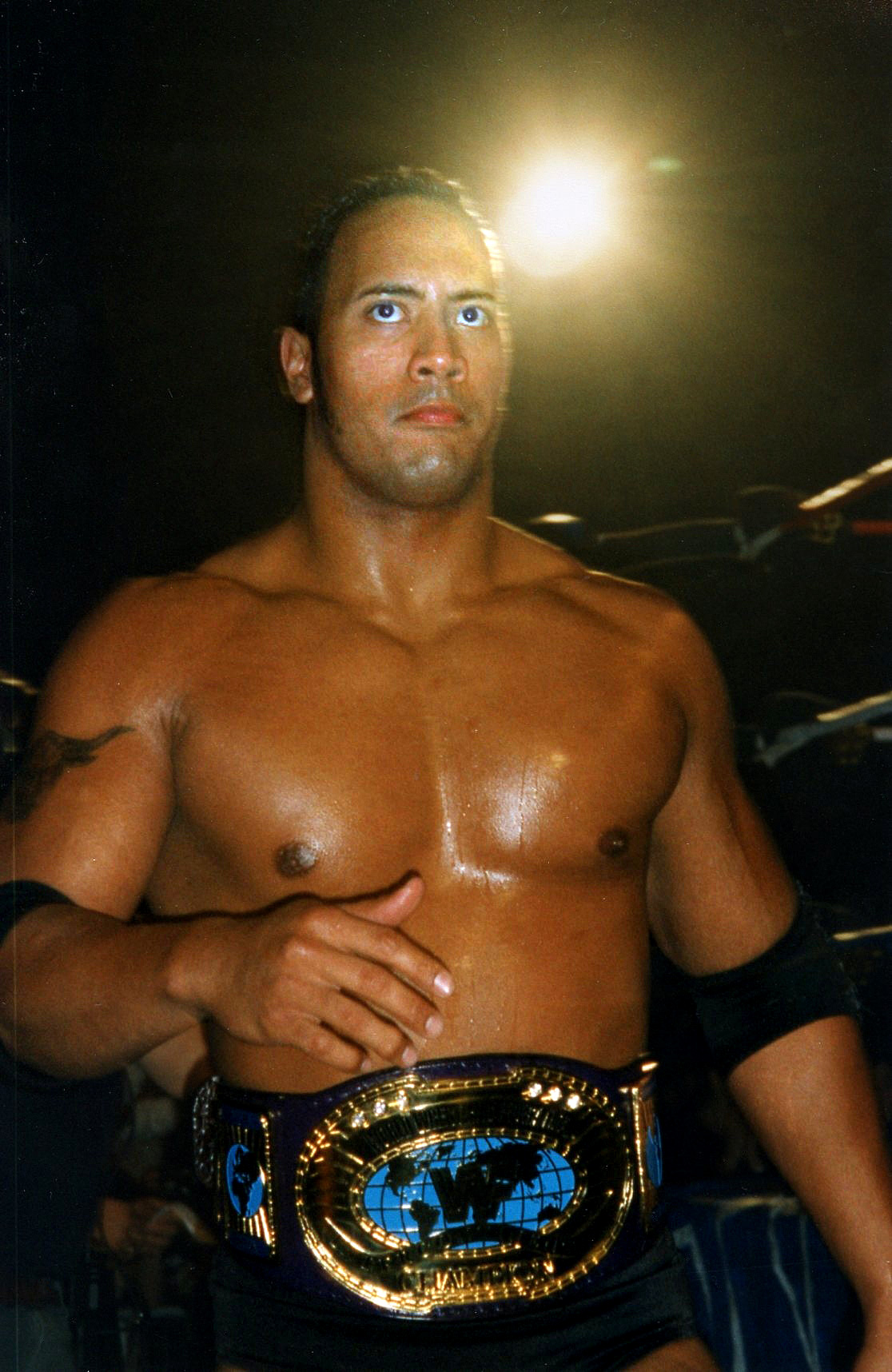
The Rock w 1999

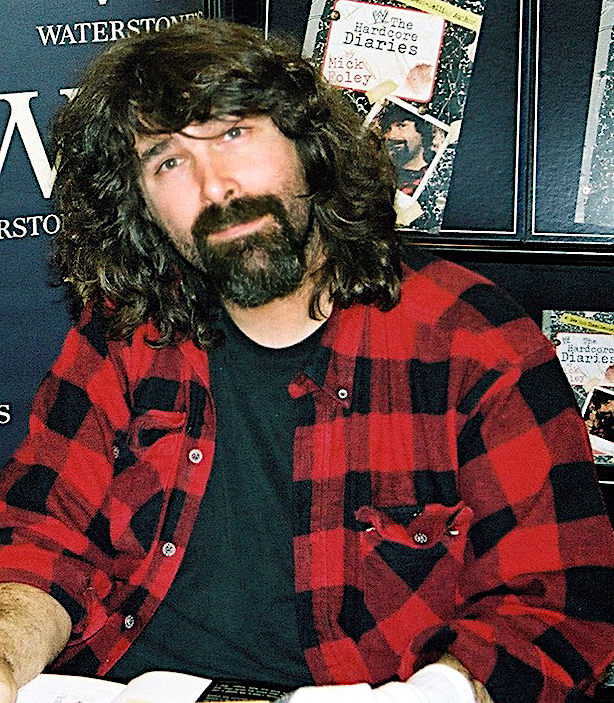
Mick Foley w 2007

The Rock ’n’ Sock Connection – tag team w wrestlingu występujący w organizacji World Wrestling Federation w 1999. Jego członkami byli Mick Foley, odgrywający wówczas postać Mankinda, i The Rock.

## Nazwa
Nazwa tag teamu nawiązuje do nazw drużyn The Rock ’n’ Roll Express (Robert Gibson i Ricky Morton) i The Colossal Connection (André the Giant i Haku) oraz do pseudonimu ringowego The Rocka i do imienia Mr. Socko, pacynki Mankinda zrobionej ze skarpetki, którą wykonywany był finisher Mandible Claw.

## Historia
The Rock i Mankind, pomimo dawnej rywalizacji, połączyli siły przeciwko wspólnym wrogom, The Undertakerowi i Big Showowi, którzy byli wówczas mistrzami drużynowymi WWF. Rock i Mankind utworzyli tag team o nazwie The Rock ’n’ Sock Connection i 30 sierpnia 1999 pokonali swoich rywali w walce o tytuł.
9 września 1999 w odcinku SmackDown miał miejsce pojedynek rewanżowy i była to walka typu Buried Alive match. The Undertaker i The Rock walczyli na zapleczu, a Big Show próbował zakopać Mankinda. Walkę zakłócił Triple H, który pomógł Undertakerowi unieszkodliwić Rocka, a potem znokautował Big Showa młotem kowalskim i dokończył zakopywanie Mankinda. W związku z tym Undertaker i Big Show wygrali pojedynek i odzyskali mistrzostwo.
Kolejny rewanż miał miejsce 20 września 1999. The Undertaker namówił przeciwników aby walka odbyła się na jego zasadach. W wymyślonym przez niego rodzaju walki, czyli Dark Side Rules matchu, ingerować mogli wszyscy słudzy Undertakera. Sam Undertaker nie wziął udziału w pojedynku. Zastąpili go Mideon i Viscera. W walkę ingerował też Kane, który pomógł Rock N' Sock Connection zająć Big Showa, dzięki czemu The Rock mógł przypiąć Mideona i odzyskać mistrzostwo dla swojej drużyny.
23 września 1999, po przerwie spowodowanej kontuzjami drużyna New Age Outlaws powróciła, przerwała przemówienie The Rock ’n’ Sock Connection i wyzwała The Rocka oraz Mankinda na pojedynek o mistrzostwo tego samego dnia. Mistrzowie przegrali, ponieważ Mankind niechcący wpadł z rozpędu na Rocka. Wtedy Billy Gunn uderzył Mankinda ciosem Fameasser, przypiął go i wygrał pasy dla swojej drużyny.
14 października 1999 miała miejsce walka rewanżowa. W jej trakcie Hardcore i Crash Holly znokautowali Billy’ego Gunna jednym z pasów, czego sędzia nie zauważył. Następnie Mankind przypiął Gunna i ponownie odzyskał mistrzostwo dla swojej drużyny.
Hardcore i Crash Holly otrzymali szansę na walkę o tytuł 18 października. Do tego czasu Mankind pokłócił się z The Rockiem i choć przyszedł na pojedynek, nie walczył. Mimo to Rock skutecznie bronił się i atakował. Drużynie przeciwnej pomógł Triple H, który wtargnął na ring i zaatakował Rocka ciosem Pedigree. Dzięki temu Hardcore i Crash Holly wygrali, przejęli tytuły, a zespół Rock N' Sock Connection przestał istnieć.

## Mistrzostwa i osiągnięcia
- World Wrestling Entertainment
  - World Tag Team Championship (3 razy)